# Castiarina undulata
Castiarina undulata es una especie de escarabajo del género Castiarina, familia Buprestidae. Fue descrita científicamente por Donovan en 1805.